# René Waal
René Waal (1915-1993) was een Surinaams componist, toneelschrijver en gitarist. Hij was leider van de muziek- en toneelgroep De Vrolijke Jeugd.

## Biografie
Waal werd in 1915 geboren en was een kleinzoon van de zendeling en dominee Nelius Neus. Samen met zijn moeder, Caroline Neus, richtte hij in 1940 het Vrolijke Jeugd Cultureel Centrum op, dat naast de kerk van zijn grootvader stond. Hij was gehuwd met de kleuterleidster Elisabeth en samen hadden ze veertien kinderen. In het centrum kregen minder bedeelde jongeren een kans om zich te ontwikkelen in toneel en muziek. Waal begeleidde de jongeren in de kawinamuziek op het gitaarachtige instrument cuatro.
Toen een van zijn kinderen, Marlène, aantrad, brak de toneel- en muziekgroep De Vrolijke Jeugd door en traden ze op in het gehele land. Daarnaast werden ze gevraagd om de partijbijeenkomsten en campagnes van de NPS van premier Jopie Pengel muzikaal te begeleiden en gaven ze meermaals optredens op de Nederlandse Antillen.
Waal componeerde zelf muziek voor de groepen schreef daarnaast toneelvoorstellingen, zoals Kwasi, da lobi fu Yaba (Kwasi, de geliefde van Yaba), Suma habi da fowtu (Wie heeft er schuld) en Baka prisiri na sari (Na plezier komt verdriet). In 1972 verhuisden hij en een deel van de familie naar Nederland en namen daar 4 singles en 18 elpees op. Hij overleed in 1993.
In Suriname brandde het pand van het centrum af waardoor een deel van de collectie verloren ging. Arnold en Marlène Waal maakten daarna rond 2018 op basis van aantekeningen een reconstructie van zijn stuk Bigi gridi (Grote Gierigheid) dat gaat over de goudrun in Suriname.